# Quinchamalium fruticulosum
Quinchamalium fruticulosum är en tvåhjärtbladig växtart som beskrevs av Ernst Gottlieb von Steudel och John Miers. Quinchamalium fruticulosum ingår i släktet Quinchamalium och familjen Schoepfiaceae. Inga underarter finns listade i Catalogue of Life.